# Jean-Louis Bridel
Jean-Louis-Philippe Bridel (auch Louis Bridel, * 27. November 1759 in Begnins; † 5. Februar 1821 in Lausanne) war ein Schweizer reformierter Geistlicher, Theologe und Hochschullehrer sowie Autor.

## Leben
Bridel studierte Theologie an der Akademie Lausanne. Nach Abschluss seines Studiums wurde er 1784 als Pfarrer ordiniert. Allerdings ging er zunächst als Privatlehrer in die Niederlande. Von dort aus konnte er mit seinen Schülern Reisen durch Europa unternehmen. Anschliessend wurde er, als Anhänger der Helvetischen Republik, vom Helvetischen Direktorium Ende des 18. Jahrhunderts als Gesandter der Freiheit in den Kanton Léman sowie in den Kanton Freiburg gesandt. Von 1803 bis 1808 war er als Pfarrer der Französischen Kirche in Basel tätig und parallel dazu von 1803 bis 1812 Grossrat im Kanton Waadt.
Bridel nahm 1809 einen Ruf als Professor der Theologie an die Akademie von Lausanne an und verstarb dort im Amt. Er war Kunstsammler und verfasste eine Reihe von Texten, die in den Etrennes helvétiennes erschienen.
Der Autor, Heimat- und Naturforscher sowie reformierter Geistliche Philippe-Sirice Bridel sowie der Bryologe, Dichter und Bibliothekar Samuel Élisée von Bridel waren seine Brüder. 

## Werke (Auswahl)
- Introduction à la lecture des Odes de Pindare, Lausanne und Paris 1785.
- Ad obtinendam quae in Academia Lausannensi vacat, cathedram practico-theologicam specimina publica edent, praelegendo, disputando [...] viri rever., doctissimi, Bernae 1797.
- Discours chrétien composé à l’occasion des désastres du canton de Schweitz: prononcé le onze janvier 1807, Flick, Basel 1807.
- Dissertation académique sur l’état et les fonctions des prophêtes et sur la manière dont ils étoient préparés et appelés à cet emploi, Lausanne 1808.
- Discours sur l’efficace morale de la lecture des livres sacrés et sur le style de leurs auteurs, Lausanne 1809.
- mit Philippe-Sirice Bridel: Kleine Fußreisen durch die Schweiz, 2 Bände, Orell, Füßli und Co., Zürich 1811.